# Предпринимательство в Казахстане
Малое и среднее предпринимательство (МСП) Казахстана представлено 1 145 994 предприятиями на 2017 год.
С 2010 по 2017 годы количество активных субъектов МСП выросло с 661598 до 1145994, и этот рост наблюдался по всем видам предпринимательства, за исключением юридических лиц среднего предпринимательства.

## Занятость населения в МСП
По состоянию на 2012 год, 1,8 млн. человек занято в МСП Казахстана, что составляет 23 % от общего количества экономически активного населения. В то же время, в крупных городах Казахстана количество занятых в МСП достигает 50 % от активного населения.

## Инфраструктура поддержки предпринимательства
В рамках развития казахстанского предпринимательства был создан специальный государственный фонд «Даму» в 1997 году, целью которой является оказание финансовой и консультативной помощи предпринимательству.
Также, предпринимательству оказываются услуги на региональном уровне областными департаментами предпринимательства.
В 2011 году создана специальная программа «Дорожная карта бизнеса-2020», согласно которой осуществляется сервисная поддержка субъектам малого предпринимательства. Основным оператором данной программы является государственный фонд «Даму».
В Казахстане действует ряд НПО и профильных ассоциаций, оказывающих поддержку предпринимательству. В частности, можно отметить Национальную палату предпринимателей РК, объединяющую в своих рядах предпринимательские союзы Казахстана.
Одним из старейших  неправительственных  институтов поддержки предпринимательстве в Казахстане является «Форум предпринимателей Казахстана», созданный в 1992 году.

## Социальное предпринимательство
В стране созданы условия для развития т. н. «социального предпринимательства». В частности, на базе советских социальных предприятий все ещё действует ряд социальных предприятий. К примеру, УПП «Казахское общество глухих» г. Актобе, которое выпускает востребованную на рынке спецодежду.
В рамках деятельности государственного фонда развития предпринимательства «Даму» была создана специальная программа «Даму-Комек», нацеленная на оказание поддержки предпринимателям с ограниченными возможностями путём повышения степени информированности об их проблемах и необходимых им ресурсах (финансовая помощь, имущество, консультационная поддержка, другие услуги).

## Вступление в Таможенный союз
В рамках вступления в Таможенный союз Казахстан поднял импортные пошлины на ряд импортируемых товаров. В результате, среднестатистический уровень импортных пошлин в РК вырос с 6,2 % до 10,6 %. В основном подорожали промышленные товары – с 4-6 % до 8,5 %, что не могло не сказаться на предпринимательстве Казахстана. Например, многие предприниматели, импортирующие автомобили в Казахстан, прекратили свою деятельность в результате повышения импортных ставок. С другой стороны, казахстанский бизнес получает преимущества в результате устранения многих барьеров в торговле между странами. По данным экспертов, объем торговли Казахстана со странами таможенного союза в 2010 году вырос на 28,1 % и составил почти 20 % от общего товарооборота республики.